# Cheselbourne
Cheselbourne – wieś w Anglii, w hrabstwie Dorset. Leży 12 km na północny wschód od miasta Dorchester i 174 km na południowy zachód od Londynu.